# Tristan Mendès France
Pour les articles homonymes, voir Mendès France (homonymie).
Tristan Mendès France, né le 7 mars 1970 à Bordeaux, est un essayiste, chroniqueur, enseignant, et réalisateur français. Il intervient dans le domaine du numérique.

## Biographie
Fils de Joan et Michel Mendès France, et petit-fils de Pierre Mendès France, Tristan Mendès France passe en 1995 une maîtrise de droit public à l'université Paris 1, puis s'oriente vers des études de science politique à la Sorbonne[Laquelle ?] où il se spécialise en nouvelles technologies de la communication. Il passe un DEA de science politique en 1996 et commence une thèse (qu'il n'achève pas) sous la direction de Lucien Sfez, au Credap (Centre de recherches et d'études sur la décision administrative et politique ; anciennement hébergé par l'université de Paris I jusqu'à sa fermeture).

### Parcours politique et militant
Dans sa jeunesse, il milite à Ras l'front, association d'extrême gauche créée dans les années 1990. Il pousse alors le sénateur socialiste Michel Dreyfus-Schmidt — pour qui il travaille comme assistant parlementaire — à interpeller le ministre de l'Intérieur, Jean-Pierre Chevènement, pour expulser le mouvement catholique traditionaliste de la Fraternité sacerdotale Saint-Pie-X de l'église Saint-Nicolas-du-Chardonnet à Paris, sans succès.
Il est administrateur de l'association Ensemble contre la peine de mort jusqu'en 2007, parraine l'association Anticor (fondée par le magistrat Éric Halphen, dont le but est de « lutter contre la corruption et rétablir l’éthique en politique »).
Membre du « comité scientifique » de la revue ProChoix, il est militant pro-avortement depuis 1998. Il est administrateur de l'Institut Pierre-Mendès-France, dont il a aussi été secrétaire général, jusqu'en mars 2017.

### Parcours professionnel
Il est l'assistant parlementaire du sénateur socialiste Michel Dreyfus-Schmidt de 1998 à 2008.
Il est depuis 2008 intervenant à l'École des hautes études en sciences de l'information et de la communication - Celsa, où il délivre des cours aux master 1 et 2 sur les nouvelles cultures numériques. Il est maître de conférences associé à l'université Paris-Cité en master 1 depuis 2018 et enseigne à la Sorbonne-Nouvelle depuis 2015 sur la même thématique et délivre des formations « web2 » à l’École des métiers de l'information à Paris depuis 2009.

### Activités médiatiques

#### Radio
Il participe à une série d'émissions radio sur la politique et l'histoire sur RCJ de 1996 à 2001 et est chroniqueur pour le magazine TOC. Il est aussi chroniqueur occasionnel sur France Culture dans l'émission Place de la toile de 2008 à 2009 et sur France Inter dans l'émission Instant M depuis 2016 . Le 4 décembre 2020, il devient chroniqueur du 7/9 de France Inter le vendredi (rubrique « Antidote »). Depuis 2021, il anime avec Rudy Reichstadt l'émission « Complorama » sur France Info.

#### Web
Cette section ne s'appuie pas, ou pas assez, sur des sources secondaires ou tertiaires indépendantes du sujet. Le texte peut contenir des analyses inexactes ou inédites de sources primaires.
Pour l'améliorer, ajoutez-en, ou placez des modèles {{Source secondaire souhaitée}} ou {{Source secondaire nécessaire}} sur les passages mal sourcés. (décembre 2022)

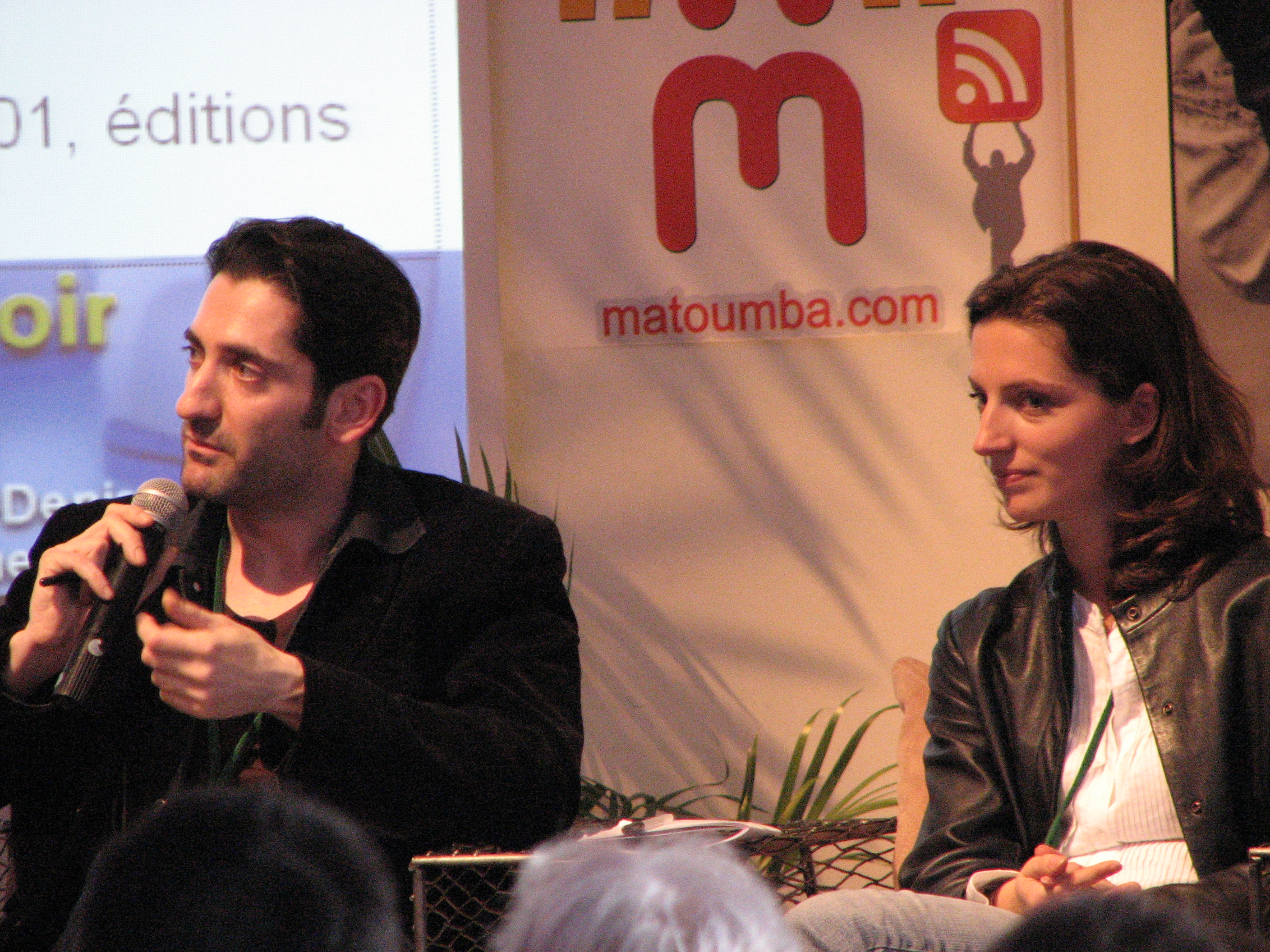
Tristan Mendès France et Quitterie Delmas lors des premières rencontres du 5e pouvoir organisé par AgoraVox à « l'Usine », à Saint-Denis, le 24 mars 2007.

À partir de 2006, il développe, avec Alban Fischer, un vidéo-blog-reportage participatif sur des sujets tels que le génocide par les Khmers rouges au Cambodge, le génocide arménien en Turquie et, en mai 2007, sur la question des réfugiés du Darfour, en partenariat avec l'Institut national de l'audiovisuel (Ina). Ce qui les a conduit à réaliser Une journée à Gaga : camp de réfugiés du Darfour, documentaire produit par l'Ina. Pour cette initiative de blogtrotters, ils obtiennent en 2007 le prix Michel Colonna d'Istria délivré par le Groupement des éditeurs de services en ligne (Geste) et sont finalistes du Online Journalism Awards 2008.
Il lance avec Cinquième étage production, un web-documentaire satirique sur la dictature birmane : Happy World pour la version en ligne prévue en juin 2011 et un documentaire diffusé sur la chaîne Planète+ en avril 2011.
En 2019, il lance le projet « Stop hate money » dont l'objectif est de « responsabiliser les acteurs et les intermédiaires financiers qui facilitent (parfois sans le savoir) la propagation des discours de haine en ligne ».

## Œuvres

### Ouvrages
- Avec Michaël Prazan, Une tradition de la haine : figures autour de l’extrême droite, Paris, Paris-Méditerranée, coll. « Documents, témoignages et divers », 1999, 153 p. (ISBN 2-84272-054-7, BNF 37040145)
- Avec Michaël Prazan, La Maladie numéro neuf : récit historique d'après le Journal officiel du 3 décembre 1920, Paris, Berg international, 2001, 107 p. (ISBN 2-911289-28-5, BNF 38835480)
- Docteur la mort : enquête sur un bio-terrorisme d’État en Afrique du Sud, Lausanne-Paris, Favre, 2002, 162 p. (ISBN 2-8289-0682-5, BNF 38876758)
- Gueule d’ange : nationalité : Argentin ; activité : tortionnaire ; statut : libre, Lausanne-Paris, Favre, 2003, 121 p. (ISBN 2-8289-0723-6, BNF 38985894)À propos d'Alfredo Astiz.
- Avec Quintin Leeds, Internet : une infographie, Paris, CNRS Éditions, coll. « Homo Graphicus », 2021, 106 p. (ISBN 978-2-271-13901-6, BNF 46915747, présentation en ligne).

### Documentaires
- Happy World : Birmanie, la dictature de l'absurde, Planète, 2011 (présentation en ligne) Prix Orson-Welles du California Film Awards[25].
- Une journée à Gaga, camp de réfugiés du Darfour, INA, 2007 (voir en ligne)
- Docteur la mort, (film réalisé par Jean-Pierre Prévost sur une enquête de Tristan Mendès France, un documentaire sur le docteur sud-africain Wouter Basson) diffusé sur France 3 le jeudi 31 mai 2001.
- La Maladie numéro 9, La Cinquième, 2000[26]